# Lindenauer Markt

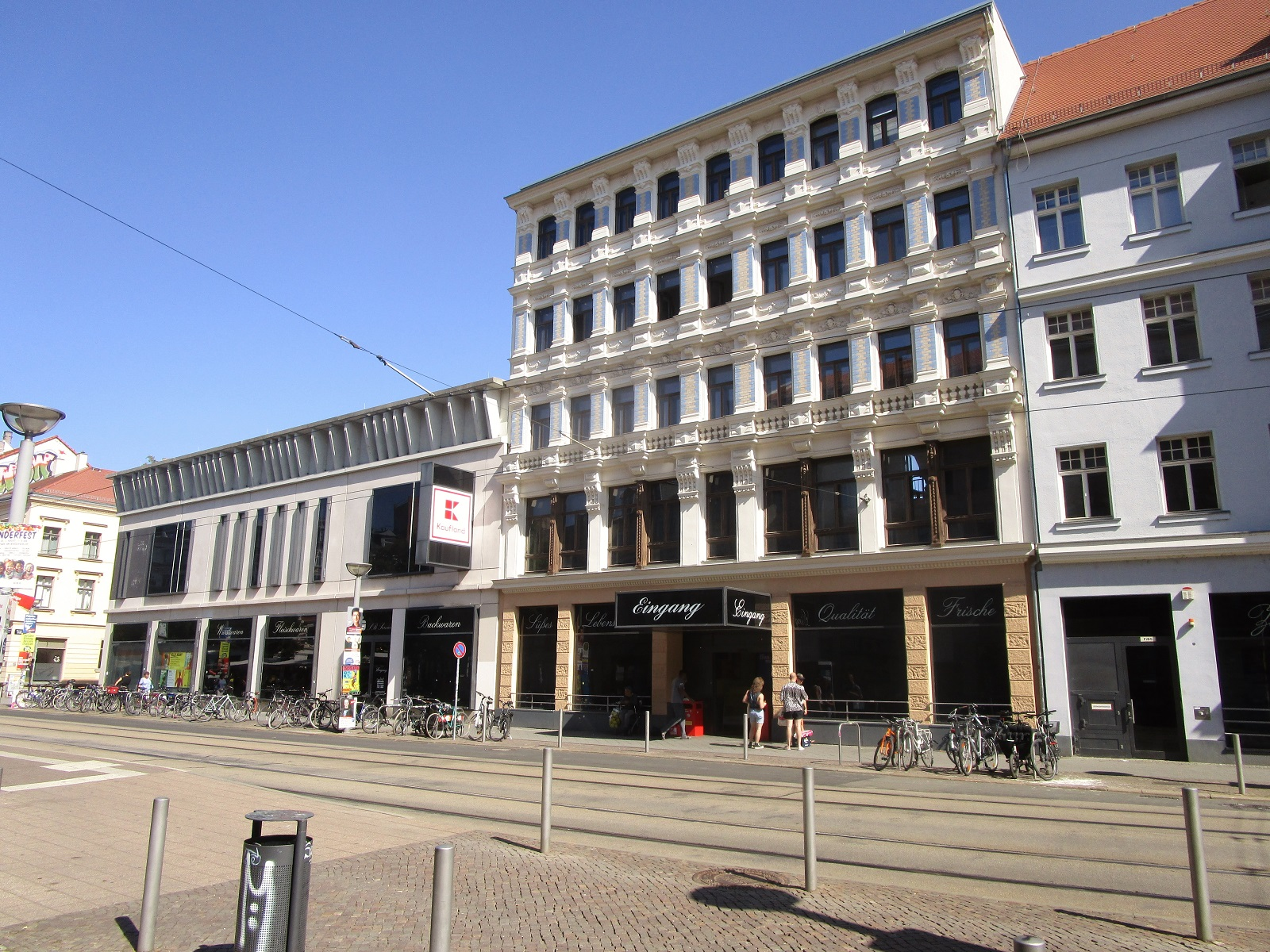
Hinter den Fassaden verbirgt sich ein Kaufland-Markt

Der Lindenauer Markt ist ein zentraler Platz im Leipziger Ortsteil Altlindenau im Stadtbezirk Alt-West. Der Platz hat sowohl historische als auch moderne Bedeutung und wird durch zahlreiche Geschäfte, gastronomische Einrichtungen und das Theater der Jungen Welt geprägt.

## Geschichte
Die Geschichte des Lindenauer Marktes geht maßgeblich mit der Entwicklung des früheren Dorfes Lindenau einher, das bis zu seiner Eingemeindung nach Leipzig im Jahr 1891 eine eigenständige Gemeinde war. Die Bezeichnung „Lindenauer Markt“ geht dabei auf den ältesten Marktplatz der Gemeinde zurück. Es handelte sich um das Gebiet zwischen dem Eselsteich und dem größeren Dorfteich. Nach der Verfüllung der Teichbereiche im Jahre 1867 stellte dieses Areal das Gebiet des heutigen Lindenauer Marktes dar. In der Gemeinde Lindenau fungierte der Marktplatz als wichtiger sozialer und wirtschaftlicher Treffpunkt.
Im Laufe der Zeit änderte sich vielfach die Bezeichnung des Lindenauer Marktes. Diese Entwicklungen sind maßgebend von den politischen und gesellschaftlichen Entwicklungen abgeleitet. So wurde der Platz ursprünglich aufgrund seiner Topografie als „Teichplatz“ bezeichnet. 1869 erhielt er dann den Namen „Markt“, was die gestiegene wirtschaftliche Bedeutung zeigte. Erst 1907 benannte man den Platz erstmals in „Lindenauer Markt“ um. Nach dem Zweiten Weltkrieg hieß der Platz von 1947 bis 1992 „Wilhelm-Liebknecht-Platz“, benannt nach dem Sozialdemokraten Wilhelm Liebknecht.

## Kulturelle Einrichtungen
Am nordwestlichen Rand des Platzes befindet sich das Theater der Jungen Welt, eines der ältesten  Kinder- und Jugendtheater in Deutschland. Das Theater bietet ein abwechslungsreiches Programm für alle Altersgruppen. Weiterhin befinden sich auf dem Lindenauer Markt künstlerische Handwerksgeschäfte und kleine Ateliers, das Kunst- und Kulturzentrum St’atour und einige gastronomische Einrichtungen.

## Einkaufszentrum
Seit 2002 gab es Bestrebungen der Dr. Kuhn - Entwicklungsgesellschaft, am Lindenauer Markt ein Handelszentrum zu bauen. Am 21. April 2010 beschloss der Stadtrat den „vorhabenbezogenen Bebauungsplan Nr. 286 Stadtteilzentrum Lindenauer Markt“. Das Einkaufszentrum, betrieben von der Firma Kaufland, wurde am südöstlichen Rand des Platzes hinter den Fassaden der denkmalgeschützten Häuser Lindenauer Markt 4 und 2 sowie Kuhturmstraße 1 errichtet. Es wurde am 10. Mai 2012 mit einer Einkaufsfläche von 3.700 m² eröffnet. Ein vom Lindenauer Markt aus nicht sichtbares Parkdeck hat 235 Plätze.

## Kulturdenkmale
Die Wohn- und Geschäftshäuser Lindenauer Markt 1, 2, 3, 4, 5, 7, 9, 10, 11, 12, 13a, 14, 16 18, 19, 19a und 20 sowie das Theaterhaus mit der Hausnummer 21 stehen auf der Liste der Kulturdenkmale.

## Meuten Memorial
Auf dem Lindenauer Markt wurde am 25. April 2025 ein Gedenkort „Meuten Memorial“ eingeweiht, der an die Leipziger Meuten erinnert.

## Sonstiges
Auf dem Platz findet zwei Mal in der Woche ein Wochenmarkt statt. 2019 wurde auf der Westseite des Platzes ein Trinkbrunnen errichtet.